# Fannia latipalpis
Fannia latipalpis är en tvåvingeart som först beskrevs av Stein 1892.  Fannia latipalpis ingår i släktet Fannia och familjen takdansflugor. Arten har ej påträffats i Sverige. Inga underarter finns listade i Catalogue of Life.